# Montalbo
|  | Per a altres significats, vegeu «Jaume Montalbo Roigé». |

Montalbo és un municipi a la província de Conca (comunitat autònoma de Castella - la Manxa, Espanya).
| 1991 | 1996 | 2001 | 2004 | 2017 |
| ---- | ---- | ---- | ---- | ---- |
| 875  | 765  | 748  | 713  | 639  |